# خونتای نظامی
خونتا (junta) واژه‌ای اسپانیایی و به معنای شورای حکومتی است. خونتا در پاره‌ای موارد به شورایی از نظامیان گفته می‌شود که به دنبال کودتا قدرت را قبضه کرده‌اند. این واژه گاهی به جای «دیکتاتوری نظامی» به کار می‌رود هرچند با آن یکی نیست.

## کشورهای تحت اداره خونتا درحال حاضر
- جمهوری آفریقای مرکزی (از سال ۲۰۱۳)
- فیجی (از سال ۲۰۰۶)
- ماداگاسکار (از سال ۲۰۰۹، شورای عالی انتقالی)
- میانمار (از سال ۲۰۲۱)
- نیجر (از سال ۲۰۲۳، شورای ملی حفاظت از میهن)

## خونتاهای معروف
| کشور       | سال                                     | نام / پیوند                 |
| ---------- | --------------------------------------- | --------------------------- |
| تایلند     | ۱۹۳۲–۱۹۷۳ ۱۹۷۶–۱۹۸۰ ۱۹۹۱–۱۹۹۲ ۲۰۰۶–۲۰۰۸ |                             |
| نیجریه     | ۱۹۶۶–۱۹۷۹ ۱۹۸۳–۱۹۹۸                     |                             |
| یونان      | ۱۹۶۷–۱۹۷۴                               |                             |
| پرو        | ۱۹۶۸–۱۹۸۰                               |                             |
| برزیل      | ۱۹۳۰ ۱۹۶۹                               |                             |
| بولیوی     | ۱۹۷۰–۱۹۷۱ ۱۹۸۰–۱۹۸۲                     |                             |
| شیلی       | ۱۹۷۳–۱۹۹۰                               |                             |
| پرتغال     | ۱۹۷۴–۱۹۷۶                               |                             |
| اتیوپی     | ۱۹۷۴–۱۹۸۷                               |                             |
| آرژانتین   | ۱۹۷۶–۱۹۸۳                               |                             |
| السالوادور | ۱۹۷۹–۱۹۸۲                               |                             |
| لیبریا     | ۱۹۸۰–۱۹۸۶                               |                             |
| لهستان     | ۱۹۸۱–۱۹۸۳                               |                             |
| میانمار    | ۱۹۸۸–۲۰۱۱                               |                             |
| هائیتی     | ۱۹۹۱–۱۹۹۴                               |                             |
| موریتانی   | ۲۰۰۸–۲۰۰۹                               | محمد ولد عبدالعزیز          |
| مصر        | ۲۰۱۱–۲۰۱۲                               | شورای عالی نیروهای مسلح مصر |